# Fernande Cormier
Fernande Cormieres una pintora francesa nacida el 17 de noviembre de 1888 en Toulon y fallecida el 15 de agosto de 1964 enSanary. Fue ganadora del Premio de Roma en 1919.

## Datos biográficos
Nacida el 17 de noviembre de 1888 en Toulon, Fernande Cormier estudió bajo la dirección de Fernand Humbert y de Émile Zorro. Expuso a partir de 1913 en el Salón de los artistas franceses en París  en el que obtuvo una medalla de plata y una beca de viaje en 1920. Expuso después en el Salón de otoño de 1919 a 1926, en el Salón de las Tullerías en 1927 y en 1935 en la Galería Bernheim-Jeune en una exposición colectiva titulada Mujeres artistas modernas y en la que expuso junto a Mary Cassat, María Blanchard y Suzanne Valadon entre otras participantes.

## Obra
- Joven Mujer con collar de jasmines.[3]
- Mujer marroquí en el interior.
- El gato que duerme, aceite sobre tela, 61 x 50 cm, imposición del museo de Arte Moderno, Gray (Alto Saona), museo Barón-Martin.
- Naturaleza muerta[2]
- La mujer rubia[2]

## Premio
- Premio de Roma en 1919.[4]